# Pjotr Muchamedowitsch Chamukow

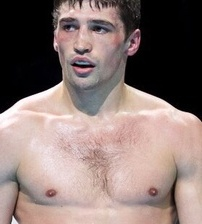
Pjotr Muchamedowitsch Chamukow (2015)

Pjotr Muchamedowitsch Chamukow (russisch Пётр Мухамедович Хамуков; * 15. Juli 1991 in Labinsk, Region Krasnodar) ist ein russischer Boxer.

## Karriere

### Russische Meisterschaften
Pjotr Chamukow wurde 2008 und 2009 russischer Juniorenmeister im Weltergewicht, sowie 2010 russischer Vizemeister im Weltergewicht nach Finalniederlage gegen Andrei Samkowoi. 2011 schied er bereits im Viertelfinale aus und gewann 2012 eine Bronzemedaille im Mittelgewicht nach einer Niederlage im Halbfinale gegen Artjom Tschebotarjow.
2013 schied er erneut im Viertelfinale aus, gewann aber 2014 wieder die Silbermedaille im Mittelgewicht nach einer Niederlage im Finale gegen Artjom Tschebotarjow. Zuvor war ihm ein Sieg gegen Maxim Koptjakow gelungen. 2015 konnte er unter anderem Artjom Tschebotarjow besiegen, stieg aber dann kampflos im Halbfinale aus und gewann Bronze im Mittelgewicht.
2016 wurde er schließlich russischer Meister im Mittelgewicht und schlug beim Kampf um die Goldmedaille Maxim Koptjakow. 2018 schied er gegen Koptjakow im Viertelfinale aus.

### Internationale Erfolge
In seiner Jugend war er Achtelfinalist der Jugend-Weltmeisterschaften 2008 und Viertelfinalist der Junioren-Europameisterschaften 2009. 2013 gewann er im Mittelgewicht die World Combat Games in Sankt Petersburg.
Sein größter internationaler Erfolg war der Gewinn der Goldmedaille im Mittelgewicht bei den Europameisterschaften 2015 in Samokow. Er besiegte dabei den Norweger Martin Larsen, den Belgier Ibrahim Boulafdal, den Ukrainer Waleri Tscharlamow, den Georgier Saal Kwatschatadse und im Finale den Polen Tomasz Jabłoński. Er startete daraufhin auch bei den Weltmeisterschaften 2015 in Doha, wo er im Viertelfinale gegen den Usbeken Bektemir Meliqoʻziyev ausschied.
2016 nahm er im Halbschwergewicht an den Olympischen Spielen in Rio de Janeiro teil, wo er im ersten Kampf an Albert Ramírez scheiterte.
Bei den Europameisterschaften 2017 in Charkiw schied er im Viertelfinale gegen den Ukrainer Oleksandr Chyschnjak aus. Bei den Weltmeisterschaften 2017 in Hamburg verlor er im Achtelfinale gegen Jorge Vivas.

### World Series of Boxing
In der Saison 2012/13 bestritt Chamukow seine ersten zwei Kämpfe für das Russian Boxing Team in der World Series of Boxing, die er beide gewann. Auch in der Folgesaison wurde er zwei Mal eingesetzt und gewann hiervon einen. 
In der Saison 2015 wurde Chamukow in sechs von sieben Kämpfen der regulären Saison eingesetzt und gewann alle. Er belegte damit in der Rangliste seiner Gewichtsklasse in dieser Saison den ersten Platz und qualifizierte sich damit für die Olympischen Spiele 2016.